# Tommy Burdett
Thomas John Burdett (29 tháng 10 năm 1915 – 2001), còn gọi Tom hay Tommy Burdett, là một cầu thủ bóng đá người Anh ghi 12 goals trong 30 lần ra sân ở Football League thi đấu cho Hull City và Lincoln City. Ông cũng từng đầu quân cho Fulham và Bury, nhưng không thi đấu trận nào. Ông thi đấu ở vị trí tiền đạo.